# Bodsjön (Stöde socken, Medelpad)
Bodsjön är en sjö i Sundsvalls kommun i Medelpad och ingår i Ljungans huvudavrinningsområde. Sjön har en area på 1,5 kvadratkilometer och ligger 200,4 meter över havet. Sjön avvattnas av vattendraget Viskansbäcken.

## Delavrinningsområde
Bodsjön ingår i det delavrinningsområde (692971-153446) som SMHI kallar för Utloppet av Bodsjön. Medelhöjden är 242 meter över havet och ytan är 9,86 kvadratkilometer. Räknas de 3 avrinningsområdena uppströms in blir den ackumulerade arean 29,19 kvadratkilometer. Viskansbäcken som avvattnar avrinningsområdet har biflödesordning 2, vilket innebär att vattnet flödar genom totalt 2 vattendrag innan det når havet efter 70 kilometer. Avrinningsområdet består mestadels av skog (73 procent). Avrinningsområdet har 1,47 kvadratkilometer vattenytor vilket ger det en sjöprocent på 14,9 procent.